# Eresia albella
Eresia albella är en fjärilsart som beskrevs av Jose Francisco Zikán 1937. Eresia albella ingår i släktet Eresia och familjen praktfjärilar. Inga underarter finns listade i Catalogue of Life.